# Gröden (Brandenburg)
Gröden ist eine Gemeinde im südbrandenburgischen Landkreis Elbe-Elster etwa fünfzig Kilometer nördlich der sächsischen Landeshauptstadt Dresden.
Sie liegt im Süden des Schradens und ist Verwaltungssitz des Amtes Schradenland. Im südlichen Gemeindegebiet befindet sich an der Grenze zu Sachsen mit der Heidehöhe der höchste topografische Punkt des Landes Brandenburg (201,4 m ü. NHN).

## Geografie
→ Siehe auch: Schraden (Landschaft)

### Geografische Lage und Naturraum
Gröden liegt im Schraden, einer Niederungslandschaft am Zusammenfluss der Schwarzen Elster und der Pulsnitz im südöstlichen Teil des südbrandenburgischen Landkreises Elbe-Elster. Die nächstgelegene Stadt Elsterwerda ist nördlich etwa 8 Kilometer entfernt, die sächsische Landeshauptstadt Dresden in südlicher Richtung etwa 50 Kilometer.

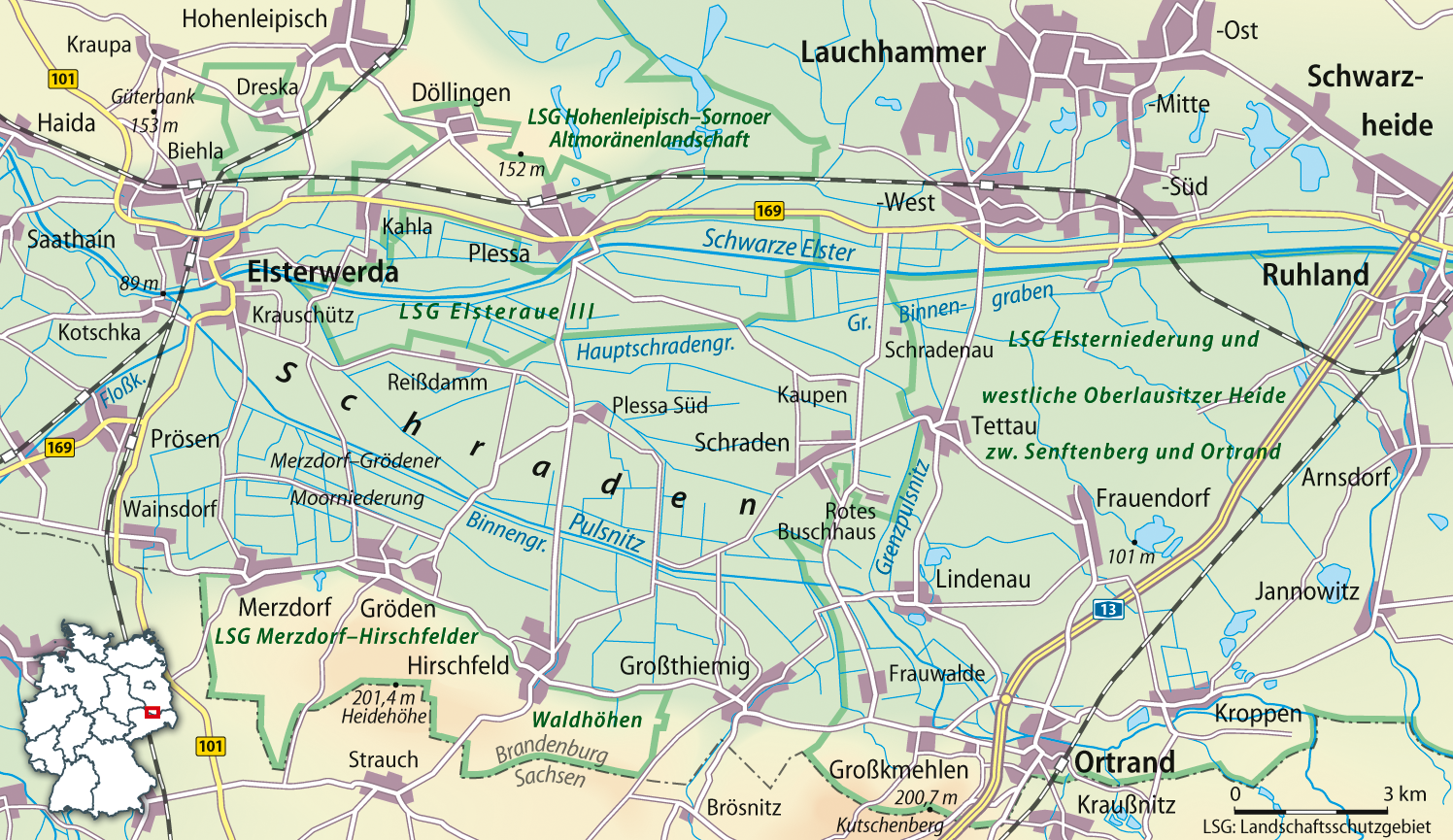
Schraden

Die Gemeinde untergliedert sich in das sogenannte Oberdorf, welches sich entlang der L 59 erstreckt und das Unterdorf, in dessen Zentrum sich ein Dorfanger befindet, der einst von einem in der Gegenwart verrohrten Bach durchflossen wurde. Des Weiteren gehört der Wohnplatz Nord zu Gröden.
Im Süden des Gemeindegebietes befindet sich an der Grenze zu Sachsen im Landschaftsschutzgebiet „Merzdorf-Hirschfelder Waldhöhen“ mit der Heidehöhe der höchste topografische Punkt des Landes Brandenburg (201,4 m ü. NHN). Nordwestlich der Grödener Ortslage erstreckt sich das Naturschutzgebiet „Untere Pulsnitzniederung“.

### Klima
Gröden liegt mit seinem humiden Klima in der kühl-gemäßigten Klimazone, jedoch ist ein Übergang zum Kontinentalklima spürbar. Die nächsten Wetterstationen befinden sich in Richtung Norden in Doberlug-Kirchhain, westlich des Ortes in Torgau sowie südlich in Oschatz und Dresden.

## Geschichte

Gröden (1910)

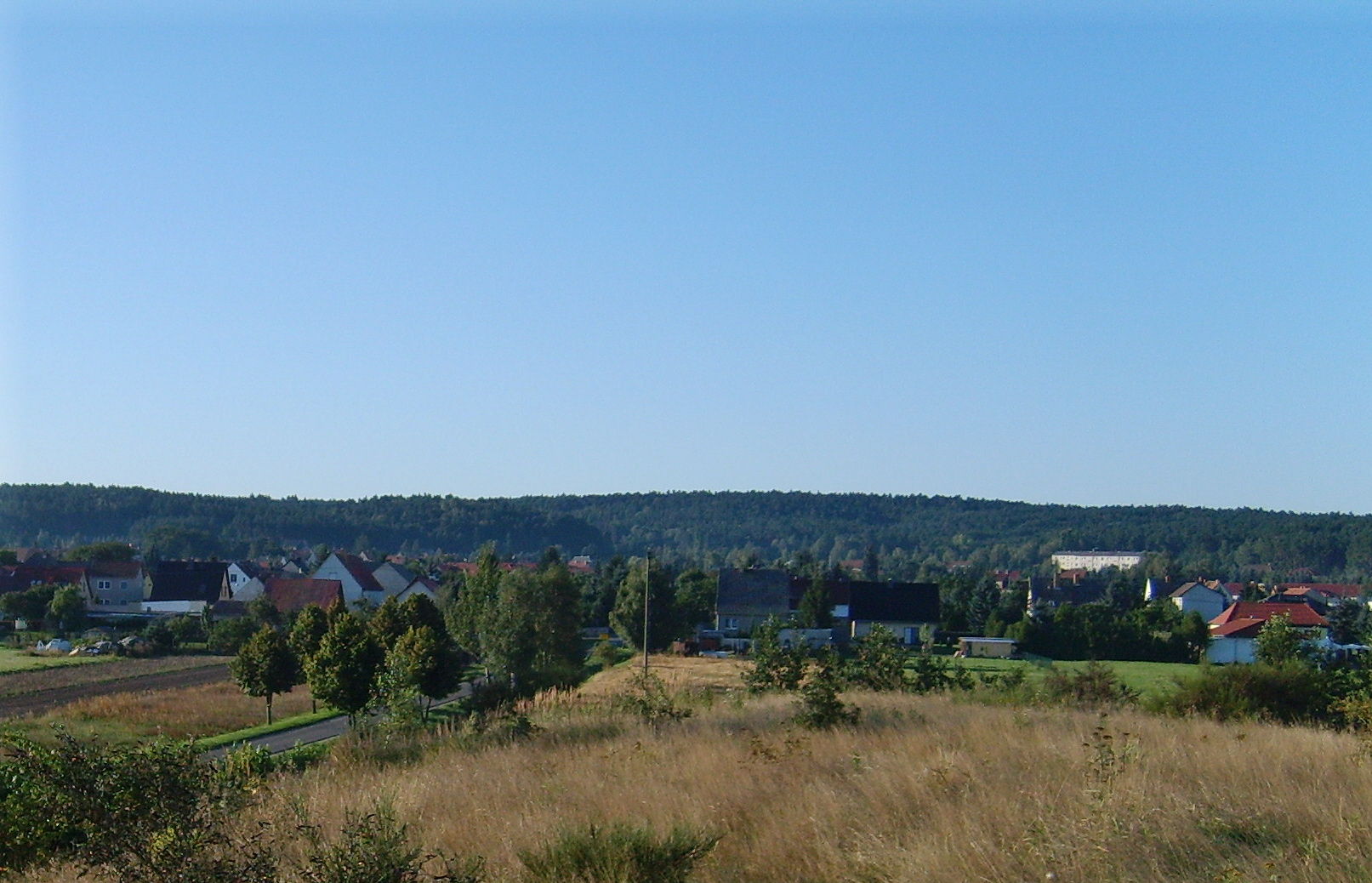
Gröden

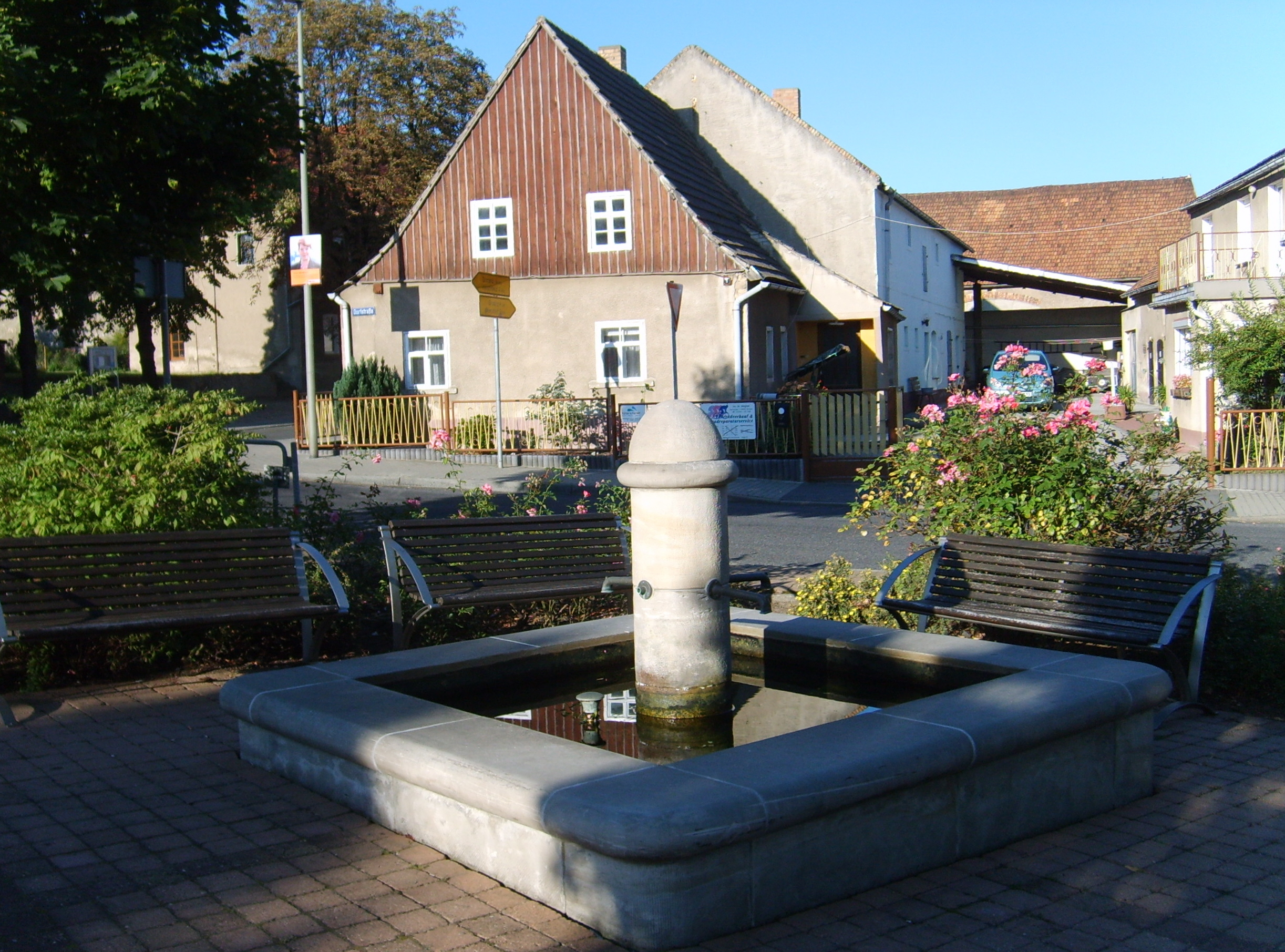
Oberdorf

### Ortsgeschichte
Archäologische Funde aus der Bronzezeit gab es in der Gemarkung Gröden in den Jahren 1928 (zwei bandförmige Armspiralen, drei Armbänder und ein Armstulp) und 1939 (Bronzebeil).
Der Ort Gröden wurde urkundlich erstmals um 1346 erwähnt. In einem Einkünfteverzeichnis aus dem Jahr 1378 erscheint der Ort als „Graden“, „Groden“, 1495 auch als Gröden. Der Ortsname leitet sich vom sorbischen „grod“ ab, was als „befestigter Ort“ oder „Burg“, „Burgstätte“ zu deuten ist. Gröden war markgräflich-meißnischer Besitz und gehörte zum Amt Hayn. Um 1406 wurde die Größe des Ortes mit 37 Hufen und 7 Gärten angegeben. 1547 waren hier 62 Männer ansässig, und der Gröden besaß 42 Hufen Land. Die Grödener besaßen Rechte am einstigen Schradenwald, wofür an die Herrschaft Elsterwerda Zinsen geleistet werden mussten. Der Ort war deshalb jahrhundertelang Sitz eines Försters oder Oberförsters, und ab 1708 gab es hier auch eine Wildmeisterei.
Schwere Zerstörungen durch Brände im Ort gab es unter anderem 1641 während des Dreißigjährigen Krieges und 1729.
Infolge der Bestimmungen des Wiener Kongresses 1815 gelangte Gröden vom Königreich Sachsen an den Regierungsbezirk Merseburg der preußischen Provinz Sachsen. Der Ort wurde dem neu entstandenen Kreis Liebenwerda angegliedert. An der südlich des Ortes verlaufenden einstigen preußisch-sächsischen Grenze sind noch bis in die Gegenwart Grenzsteine erhalten geblieben.
Die beginnende Industrialisierung in Deutschland im 19. Jahrhundert zeigte sich auch in Gröden. 1892 wurden südlich der Gemeinde die Tongruben „Agnes“ und „Flora“ eröffnet, in denen 40 bis 50 Arbeiter beschäftigt waren und die umfangreichen Tonvorkommen ausbeuteten. Eine Ziegelei eröffnete bereits 1887. Eine Dampfziegelei folgte 1905.
Nach dem Zweiten Weltkrieg folgte die Bodenreform in der DDR, und 1960 gründete sich in Gröden die LPG „Freies Land“, der sich 1968 die LPG „Glück auf“ und 1970 die LPG „Neues Land“ aus Plessa-Süd anschlossen. 1973 nahm eine Mastläuferproduktionsanlage ihren Betrieb auf, ein Kooperations-Objekt der Landwirtschaftlichen Produktionsgenossenschaften aus den Schradengemeinden Gröden, Hirschfeld, Großthiemig und Merzdorf. 1976 folgte ein Trockenwerk, welches wiederum eine Kooperation von insgesamt zehn Genossenschaften des Kreises Bad Liebenwerda war.
Nach der Wende ging 1995 in Gröden die damals größte Biogasanlage Deutschlands mit einer Jahreskapazität von bis zu 110.000 Tonnen Biomasse und einer konzipierten Produktionskapazität von 3,65 Millionen Kubikmeter Biogas in Betrieb.

### Verwaltungszugehörigkeit
- bis 1815 Amt Liebenwerda (Kurfürstentum Sachsen)
- 1816–1947 Landkreis Liebenwerda (Provinz Sachsen, Preußen)
- 1947–1952 Landkreis Liebenwerda (Sachsen-Anhalt)
- 1952–1990 Kreis Bad Liebenwerda (Bezirk Cottbus)
- 1990–1993 Kreis Bad Liebenwerda (Brandenburg)
- ab 1993 Landkreis Elbe-Elster (Brandenburg)

## Bevölkerungsentwicklung
| Jahr | Einwohner |
| ---- | --------- |
| 1875 | 1 000     |
| 1890 | 1 050     |
| 1910 | 1 100     |
| 1925 | 1 284     |
| 1933 | 1 378     |
| 1939 | 1 442     |

| Jahr | Einwohner |
| ---- | --------- |
| 1946 | 1 991     |
| 1950 | 1 939     |
| 1964 | 1 671     |
| 1971 | 1 686     |
| 1981 | 1 721     |
| 1985 | 1 842     |

| Jahr | Einwohner |
| ---- | --------- |
| 1990 | 1 823     |
| 1995 | 1 747     |
| 2000 | 1 707     |
| 2005 | 1 629     |
| 2010 | 1 529     |
| 2015 | 1 373     |

| Jahr | Einwohner |
| ---- | --------- |
| 2020 | 1 336     |
| 2021 | 1 330     |
| 2022 | 1 335     |
| 2023 | 1 339     |
| 2024 | 1 309     |

Gebietsstand des jeweiligen Jahres, Einwohnerzahl: Stand 31. Dezember (ab 1991):, ab 2011 auf Basis des Zensus 2011, ab 2022 auf Basis des Zensus 2022

## Politik

### Gemeindevertretung
Die Gemeindevertretung von Gröden besteht aus zehn Gemeindevertretern und dem ehrenamtlichen Bürgermeister. Die Kommunalwahl am 9. Juni 2024 führte bei einer Wahlbeteiligung von 72,0 % zu folgendem Ergebnis:
| Partei / Wählergruppe              | Stimmenanteil | Sitze |
| ---------------------------------- | ------------- | ----- |
| CDU                                | 35,6 %        | 4     |
| AfD                                | 21,4 %        | 2     |
| Einzelbewerber Ronny Schmidt       | 12,9 %        | 1     |
| Wählergruppe Heimatverein Gröden   | 12,8 %        | 1     |
| Wählergruppe Sport                 | 09,6 %        | 1     |
| Wählergruppe Freiwillige Feuerwehr | 07,6 %        | 1     |

### Bürgermeister
- 1998–2019: Claus Voigt[10]
- seit 2019: Sebastian Rick (CDU)[11]

Rick wurde bei der Bürgermeisterwahl am 9. Juni 2024 ohne Gegenkandidaten mit 72,9 % der gültigen Stimmen für eine weitere Amtszeit von fünf Jahren wiedergewählt.

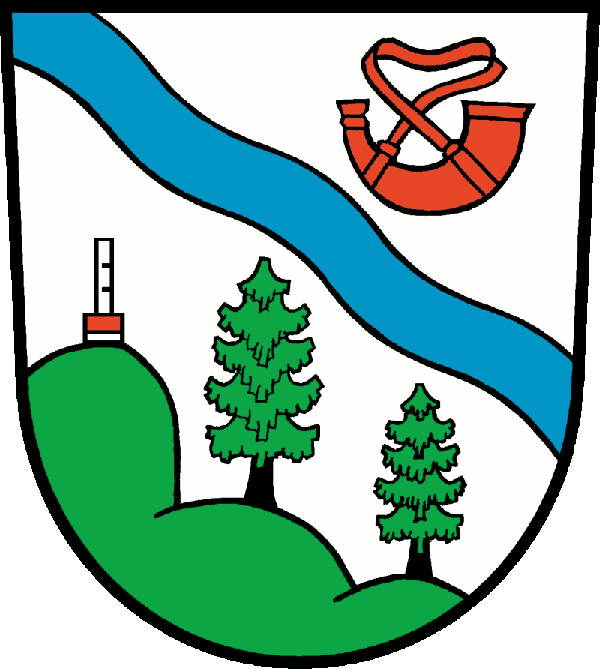
Wappen

### Wappen
Das Grödener Wappen wurde am 26. August 2002 genehmigt.
Blasonierung: „In Silber ein schrägrechter blauer Wellenbalken, begleitet oben von einem roten Jagdhorn und unten von einem grünen Dreiberg, darauf eine silberne Meßlatte mit rot-silbern geteiltem Sockel und zwei grüne Tanne mit schwarzem Stamm.“

## Sehenswürdigkeiten und Kultur

### Bauwerke

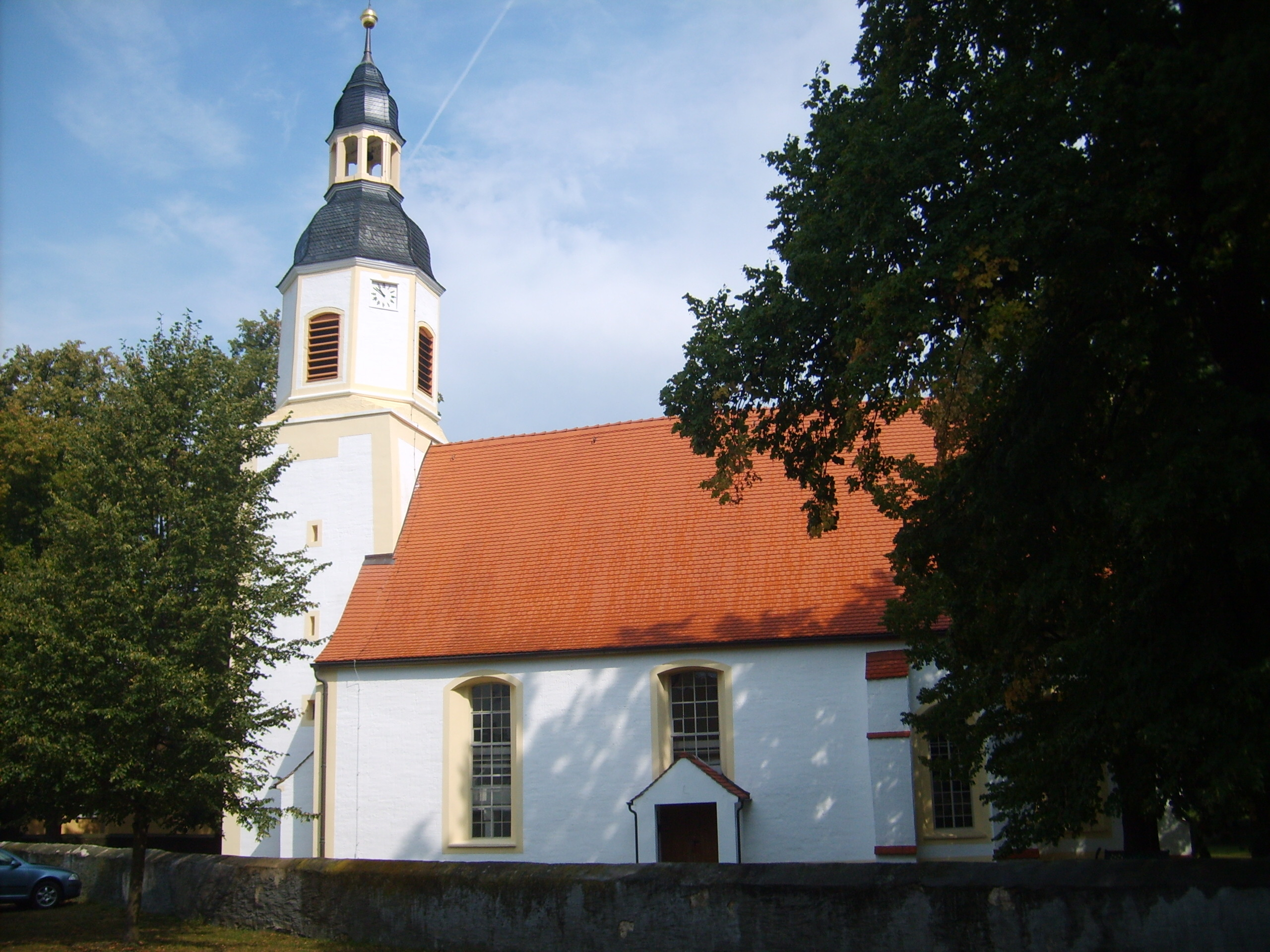
Dorfkirche

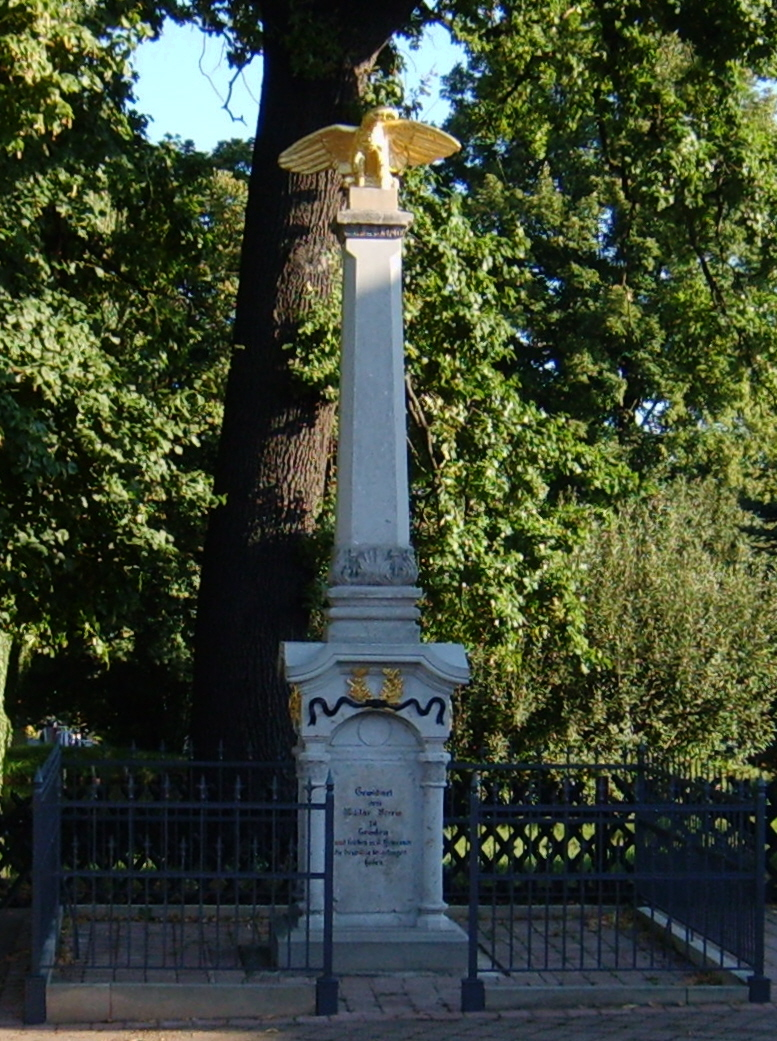
Kriegerdenkmal

In der Liste der Baudenkmale in Gröden (Brandenburg) stehen die in der Denkmalliste des Landes Brandenburg eingetragenen Denkmäler des Ortes.
Am Dorfanger des sogenannten Unterdorfes befindet sich die von 1875 bis 1876 erbaute ehemalige Schule von Gröden, welche Mitte der 1970er Jahre durch eine neue Schule westlich des Angers ersetzt wurde. Auch eine ehemalige Schmiede ist hier zu finden. Im Chor des Feldsteinbaus der von 1552 bis 1594 erbauten Martinskirche verbergen sich vermutlich die Reste einer spätromanischen Kapelle. Außerdem befindet sich in ihrem Inneren ein spätromanischer Taufstein, das Mittelteil eines spätgotischen Taufsteins sowie ein Triumphkreuz aus der Zeit um 1400. Die Kirche wurde 1978/79 und 2008/09 umfassend saniert. Die Farben gelb und weiß sind die Farben des Barock, aus dem die meisten Teile der Kirche stammen.
In der Hans-Nadler-Straße 11 stehen das 1906 errichtete einstige Wohnhaus und das Atelier des 1958 in Gröden verstorbenen Schradenmalers Professor Hans Nadler, Vater des bekannten Denkmalschützers
Hans Nadler.
Weitere Baudenkmäler sind „Schlegels Gaststätte“ mit Kelteranlage (erbaut 1830), das Gebäude der Gaststätte „Rautenstrauchs Erben“ (erbaut 1796) sowie das Gebäude des 1962 errichteten Kindergartens in der Großenhainer Straße.
Im Grödener Oberdorf befindet sich ein im August 1891 eingeweihtes Kriegerdenkmal in Form einer Stele zu Ehren der im Deutschen Krieg (1866) und der im Deutsch-Französischen Krieg (1870/1871) gefallenen Grödener Einwohner. Nach einer Restauration wurde das Denkmal am 9. September 2006 wieder eingeweiht. Auf dem Grödener Friedhof ehrt ein am 10. April 2010 eingeweihtes Denkmal 96 Grödener, die im Zweiten Weltkrieg gefallen sind.

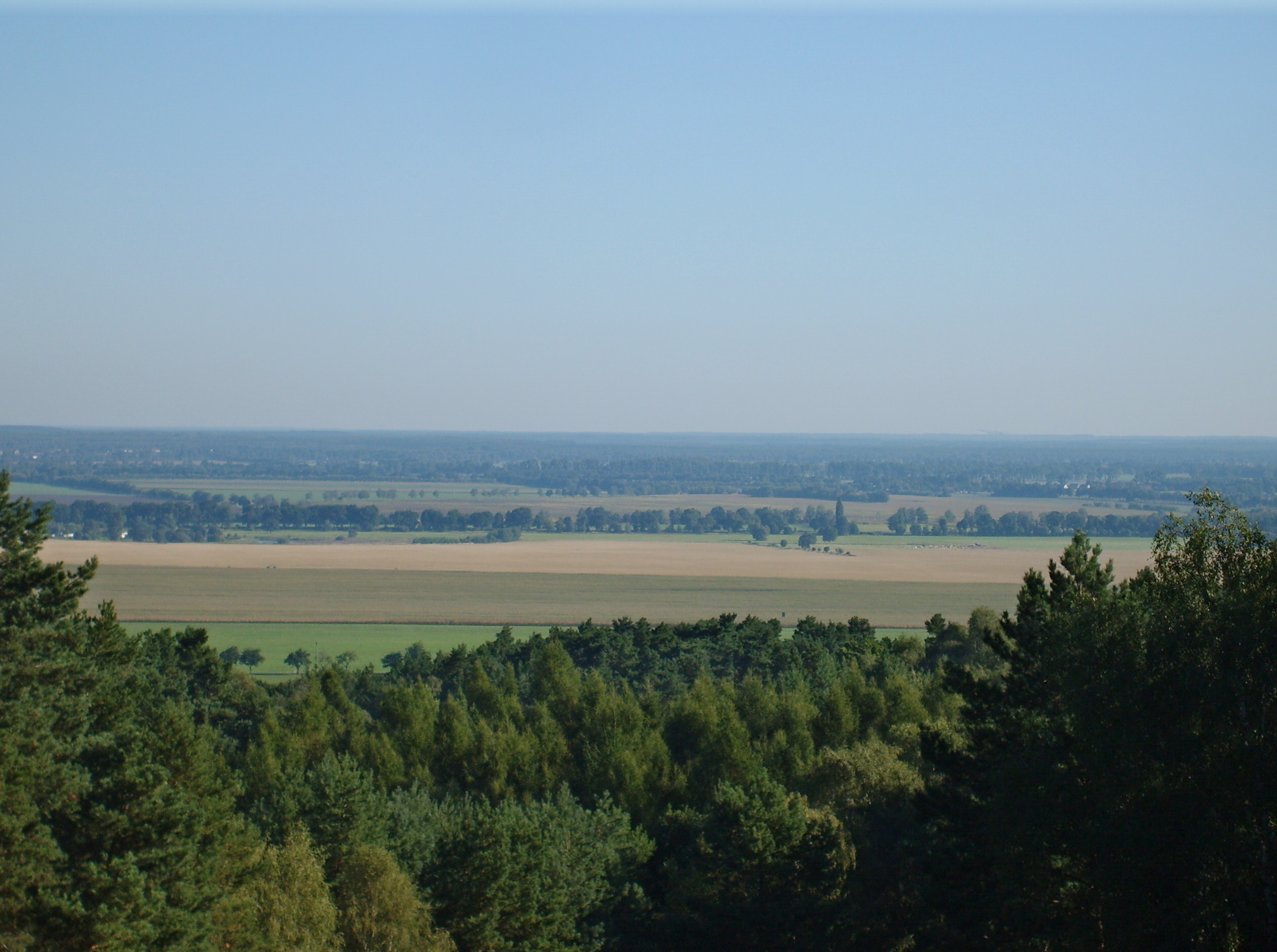
Blick vom Eichberg

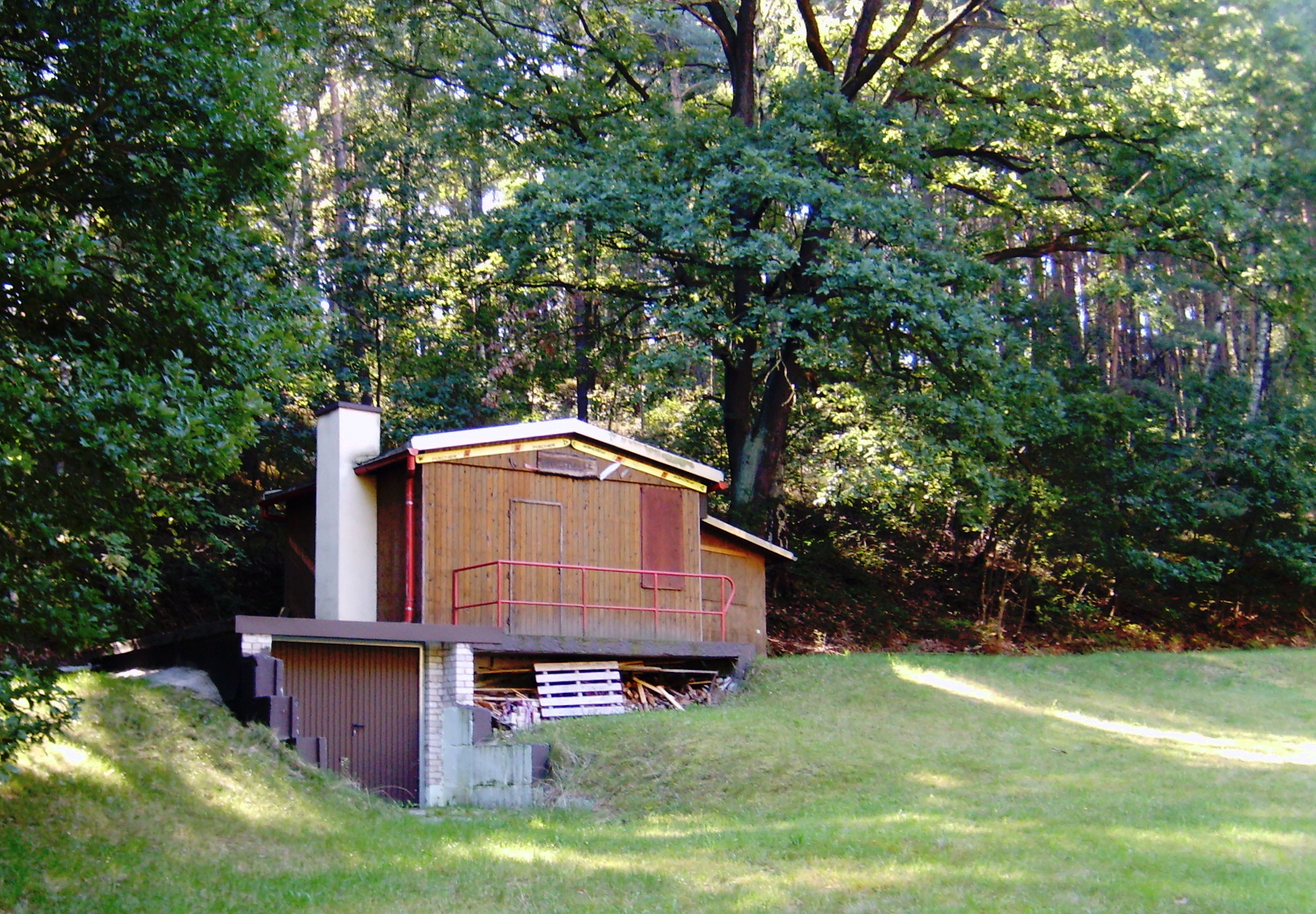
Grödener Skihütte im Sommer

### Freizeit und Tourismus
Mehrere Radwege durch das Gebiet des angrenzenden Schradens verbinden Gröden mit dem nur wenige Kilometer nördlich gelegenen Naturpark Niederlausitzer Heidelandschaft, den anderen Schradengemeinden, den Sehenswürdigkeiten der Niederung und dem Umland.
In den Schradenbergen sind einige Wanderwege und Naturpfade bezeichnet. Der etwa sieben Kilometer lange „Heideberg-Rundweg“ informiert auf acht Tafeln über die jeweiligen Standorte und die Besonderheiten der Landschaft. Der Lehr- und Erlebnispfad wurde 2004 eingerichtet. Entlang des Schachtweges informieren elf große und fünfzehn kleine Schautafeln über die regionale Fauna und Flora. Außerdem wurde ein „Pfad der Sinne“ in den Naturlehrpfad integriert, wofür ein Waldweg mit unterschiedlichen Materialien, z. B. Sand, Kies, Nadelstreu, Kiefernzapfen, gestaltet wurde.
An dem der Heidehöhe vorgelagerten Eichberg befinden sich ein Skihang und eine Skihütte für den Wintersport. Der Aussichtspunkt bietet eine Fernsicht über das Gebiet des Schradens und bei guten Witterungsbedingungen bis zum Kraftwerk Plessa und zur stillgelegten Förderbrücke F60, einem Projekt der Internationalen Bauausstellung Fürst-Pückler-Land in Lichterfeld-Schacksdorf.
Ein weiterer Aussichtspunkt befindet sich unweit des Eichbergs auf der von Gröden etwa zwei Kilometer südlich gelegenen Heidehöhe. Hier steht ein am 15. August 2009 eingeweihter 30 Meter hoher Aussichtsturm, der ebenfalls eine Fernsicht bis weit ins Sächsische ermöglicht.
Freibäder gibt es in den Nachbargemeinden Merzdorf und Großthiemig. Eine Schwimmhalle ist im zehn Kilometer westlich der Gemeinde gelegenen sächsischen Gröditz zu finden. In der etwa zwanzig Kilometer nordwestlich von Gröden gelegenen Kurstadt Bad Liebenwerda besteht mit den Fontana-Kliniken und der „Lausitztherme Wonnemar“ ein Kur-, Gesundheits-, Erholungs-, Wellness- und Tourismuszentrum.
In Elsterwerda befindet sich ein 30.000 Quadratmeter großer Erlebnis-Miniaturenpark und in Plessa mit dem Erlebnis-Kraftwerk ein Projekt der Internationalen Bauausstellung Fürst-Pückler-Land sowie mit der Elstermühle ein weiteres sehenswertes Technisches Denkmal.

### Museen
Heimatstube Gröden

### Regelmäßige Veranstaltungen
Werner-Seelenbinder-Gedenklauf, alljährlich im Oktober
Open-Air Nacht,
Fußball-Nachtturnier,
Weihnachtsmarkt,
Ortskinderfest

## Wirtschaft und Infrastruktur
Im Osten der Gemeinde befindet sich das etwa 30 Hektar große Grödener Gewerbegebiet.

### Verkehr
Gröden liegt an der Landesstraße L 59 zwischen Gröditz und Ortrand. Die nächstliegende Autobahnanschlussstelle ist Ortrand an der A 13 Berlin–Dresden.

### Bildung

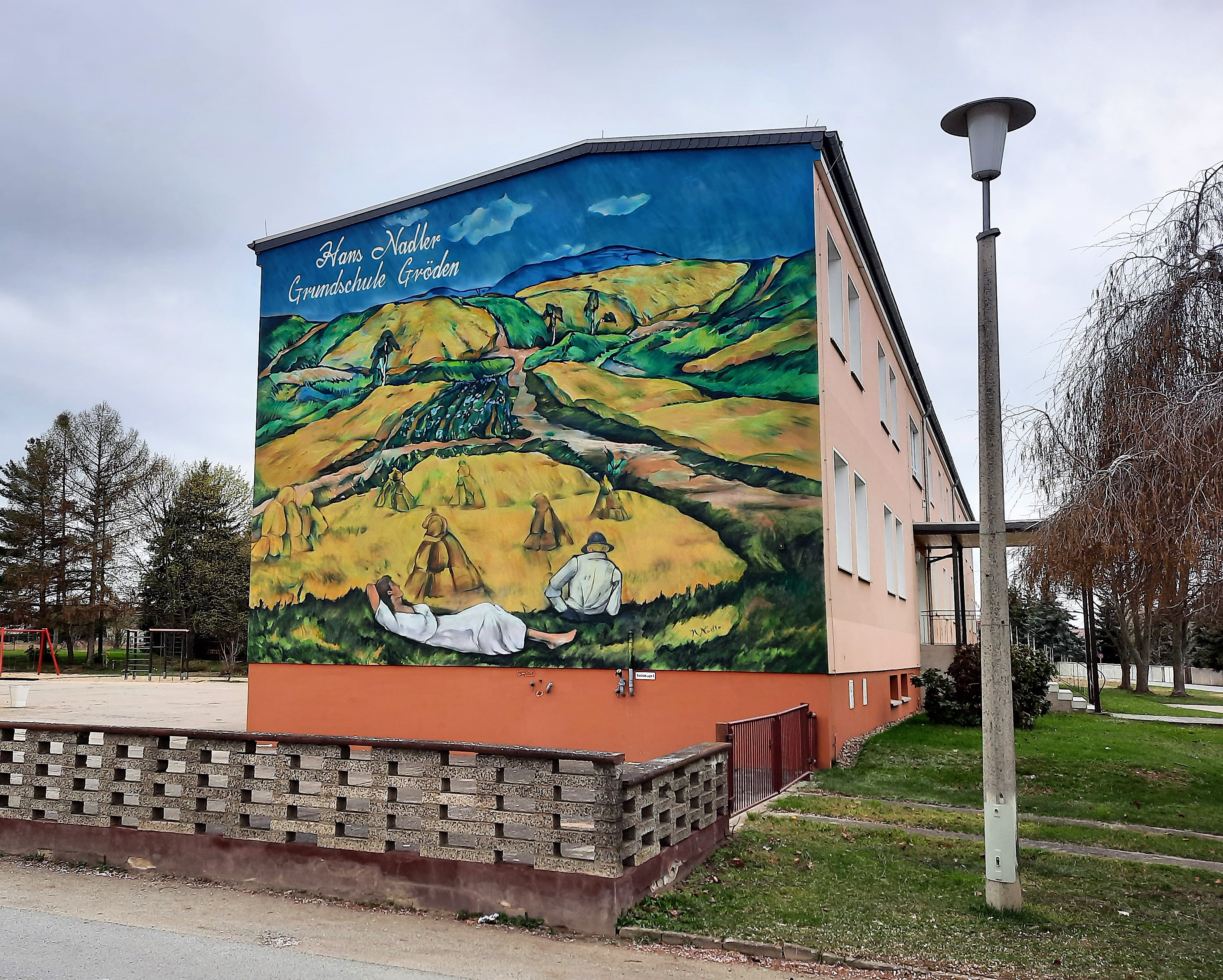
Hans-Nadler-Grundschule (2022)

Am Ortsrand befindet sich in der Großenhainer Straße die Kindertagesstätte „Waldhäuschen“, deren Träger die Gemeinde Gröden ist. Die Einrichtung besteht bereits seit 1961. 1978 wurde das Gebäude durch einen Anbau erweitert, und seit Mai 2000 trägt sie ihren gegenwärtigen Namen. In der Gartenstraße befindet sich die „Grundschule Gröden“, welche seit dem Jahre 2021 den Namen des Schradenmalers Hans Nadler trägt. Die Giebelwand des Gebäudes ziert seither ein Graffito des Dresdner Künstlers Christian Weiße, das das Gemälde „Schradenlandschaft“ von Hans Nadler zeigt, welches durch den Künstler maßstabsgetreu auf die Fassade übertragen wurde.
Weiterführende Schulen gibt es im etwa acht Kilometer nordwestlich gelegenen Prösen (Oberschule) und in der Stadt Elsterwerda (Oberschule, Gymnasium sowie weitere Bildungseinrichtungen).

## Persönlichkeiten

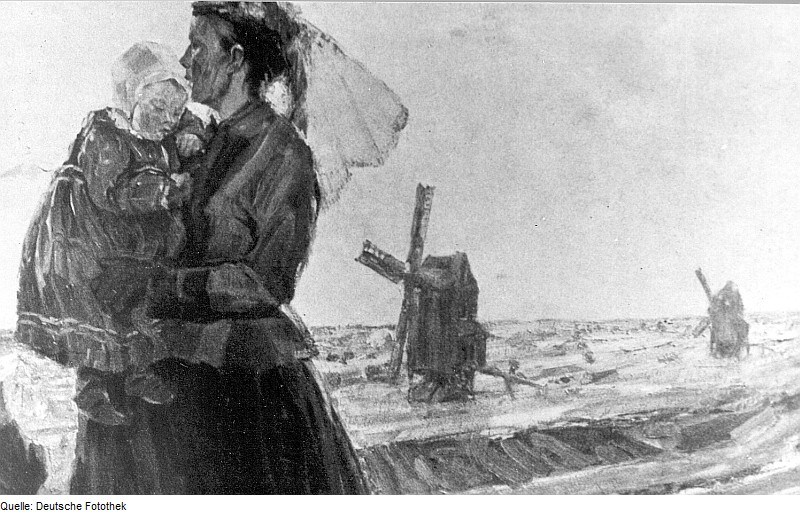
Gemälde des Schradenmalers Hans Nadler

- Hans Nadler (1879–1958), Schradenmaler, lebte in Gröden